# Dolná Streda
Dolná Streda és un poble i municipi d'Eslovàquia que es troba a la regió de Trnava, a l'oest del país. El 2023 tenia 1.790 habitants.

## Història
La primera menció escrita de la vila es remunta al 1283.

## Demografia
| Godina             | 1994 | 2004   | 2014   | 2024    |
| ------------------ | ---- | ------ | ------ | ------- |
| Nombre de persones | 1255 | 1374   | 1482   | 1778    |
| Diferència         |      | +9,48% | +7,86% | +19,97% |

| Godina             | 2023 | 2024   |
| ------------------ | ---- | ------ |
| Nombre de persones | 1790 | 1778   |
| Diferència         |      | −0,67% |